# Бисмаркский артам
Бисмаркский артам (лат. Artamus insignis) — вид птиц из семейства ласточковых сорокопутов. Подвидов не выделяют. Эндемик архипелага Бисмарка.

## Описание
Бисмаркский артам достигает длины 18—19 см и массы от 49 до 54 г. Половой диморфизм не выражен. Голова, горло, крылья и хвост угольно-чёрные. Остальная часть оперения белая. Клюв голубовато-серый с чёрным кончиком, радужная оболочка тёмно-коричневая, окологлазное кольцо серовато-голубое, ноги синевато-серые. У неполовозрелых особей голова с коричневым оттенком, задняя часть шеи серо-коричневая (не белая), а маховые перья и наружные рулевые перья с белыми кончиками.

## Распространение и места обитания
Эндемик архипелага Бисмарка. Распространён на островах Новая Британия и Новая Ирландия.
Оседлый вид. Несмотря на то, что бисмаркский артам хорошо летает, он неохотно пересекает водные преграды, хотя были зарегистрированы залёты птиц на остров Уотоме (у северо-восточной оконечности Новой Британии).
Обитает в тропических влажных низинных лесах на высоте до 900 м над уровнем моря. Предпочитает районы с полянами или менее заросшими участками (плантации, дороги, реки), а также заселяет сады и парки в городских районах. В дневные часы встречается в основном поодиночке или парами. На ночёвку собираются в группы из десяти особей, которые размещаются на длинной ветке.
Питается насекомыми, которых ловит в воздухе с планирующего полёта или с присады на мёртвых деревьях. Биология размножения не описана.